# Hagashash Hachiver

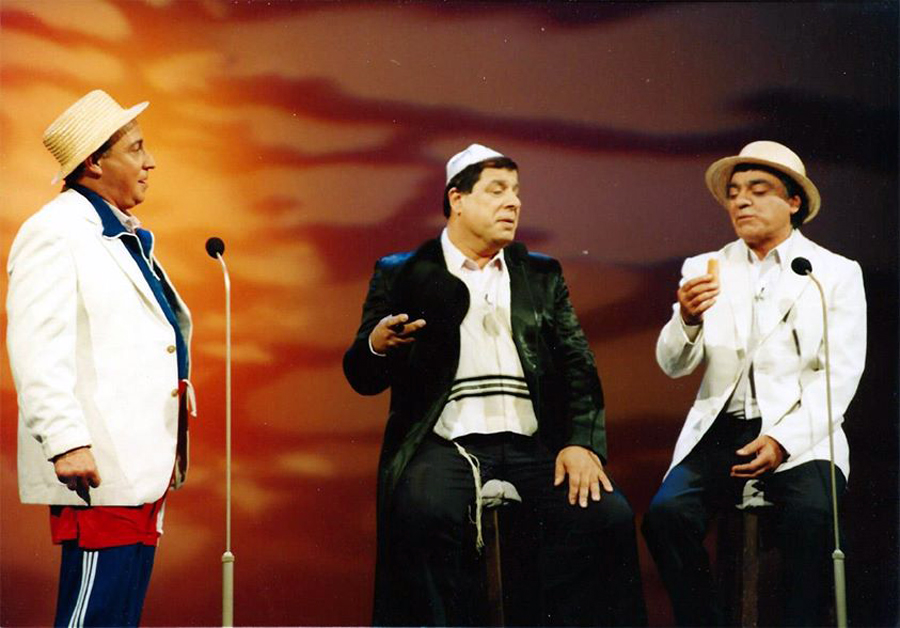
Von rechts nach links: „Gavri“, „Shaike“ und „Poli“

HaGaschasch haChiwer (hebräisch הַגַּשָּׁשׁ הַחִוֵּר HaGaschschasch haChiwwer, deutsch ‚der Blasse Fährtenleser‘, sinngemäß ‚Bleichgesichtiger Fährtenleser‘, Plene: הגשש החיוור) ist ein israelisches Komiker-Trio. Es wurde 1964 gegründet und bestand von Beginn aus Shaike Levi („Shaike“, * 1939), Yisraʾel Poliakov („Poli“, 1941–2017) und Gavriel Banai („Gavri“, * 1939). Ihre Auftritte erstreckten sich über beinahe vier Jahrzehnte und betrafen fast sämtliche Aspekte der israelischen Gesellschaft.

## Geschichte

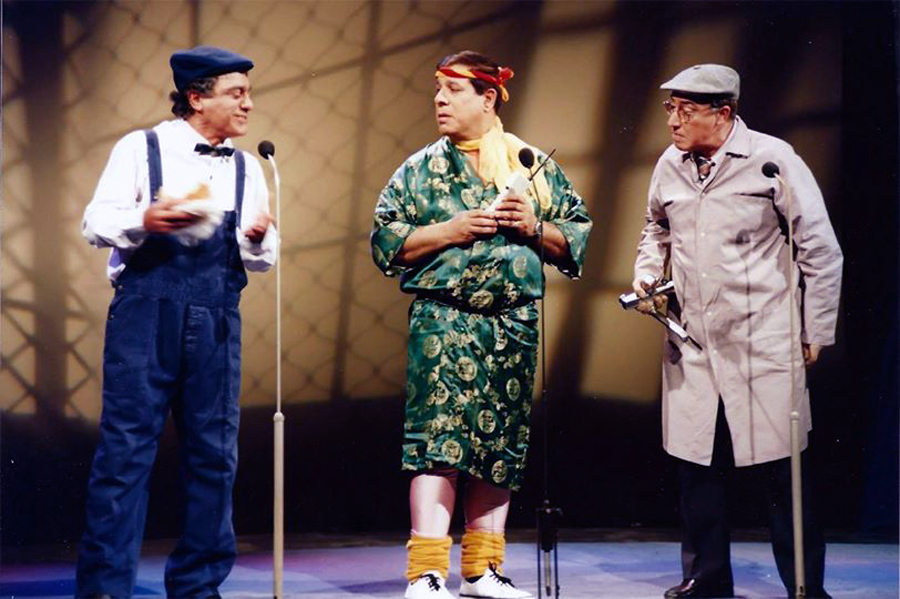
Die Gruppe bei Fernsehaufnahmen

Gavri, Shaike und Poli waren zu Beginn der 1960er Jahre Mitglieder der Gesangsgruppe HaTarnegolim (ֽֽהַתַּרְנְגוֹלִים ‚Die Hähne‘ bzw. ‚Die Gockel‘), der seinerzeit auch Yehoram Gaon angehörte und die von Naʿomi Polani geleitet wurde. 1963 entstand die Idee, mit den Dreien ein Trio zu bilden und zwischen den Gesangsnummern gesprochene Sketche einzuflechten, die mit der Zeit immer größere Bedeutung annahmen. Das erste Programm, „Die Freude meines Alters“, wurde 1964 von Shaike Ophir zusammengestellt. Im Laufe der Jahre lieferten bedeutende israelische Künstler Texte für die Auftritte des Trios, darunter Nissim Aloni, Gavris Bruder Yossi Banai, der Fernsehmann Motti Kirschenbaum und Ephraim Kishon. Zu den Musikern, die zu den Programmen beitrugen, gehörten Jair Rosenblum und Danny Sanderson.
Die Gruppenbezeichnung HaGaschasch haChiwer, wörtlich „Der bleiche Fährtenleser“, stammt von Paschanel (Avraham Desche, 1926–2004), der die Gruppe gründete und während ihres gesamten Bestehens als Impresario leitete. Nach den Worten des Schriftstellers Dan Almagor soll der Ausdruck aus Der letzte Mohikaner von James Fenimore Cooper stammen.
Die Auftritte von HaGaschasch haChiwer hatten oftmals satirischen Charakter. So wurde 1977, nachdem Maccabi Tel Aviv den Europapokal gewonnen hatte, der Basketball-Hype in Israel aufs Korn genommen. Viele der dabei geprägten Ausdrücke haben die israelische Umgangssprache bereichert und sind zu stehenden Wendungen geworden, wie beispielsweise der Abschiedsgruß „Fahre in Frieden, die Schlüssel sind drin“ (d. h. im Auto).

## Auszeichnungen
Im Jahr 2000 erhielten HaGaschasch haChiwer und seine drei Mitglieder den Israel-Preis für ihr Lebenswerk und ihren besonderen Beitrag zur israelischen Gesellschaft. In der Begründung schrieb die Jury:

„Sie (die Gruppe) ist Ausdruck der gegenwärtigen israelischen Kultur. Seit Jahrzehnten charakterisieren sie Gestalten und Situationen und geben damit der Vielfalt der israelischen Gesellschaft Ausdruck. Dabei schaffen sie eine besondere Sprache, die zu einem untrennbaren Teil des zeitgenössischen ʿIvrit geworden ist.“

Die „besondere Sprache“ von HaGaschasch haChiwer wird oft als Gaschaschit bezeichnet.
2013 wurde HaGaschasch haChiwer mit dem Ophir-Preis in der Sparte Lebenswerk ausgezeichnet.